# شاهد کلیدی (فیلم ۱۹۴۷)
شاهد کلیدی (انگلیسی: Key Witness) یک فیلم در ژانر نوآر به کارگردانی دیوید راس لدرمن است که در سال ۱۹۴۷ منتشر شد.

## بازیگران
- جان بیل در نقش Milton Higby
- ترودی مارشال در نقش Marge Andrews
- جیمی لوید در نقش Larry Summers
- هلن ماوری در نقش Sally Guthrie
- ویلتون گراف در نقش Albert Loring
- باربارا رید در نقش Martha Higby
- چارلز تروبریج در نقش John Ballin
- هری هیدن در نقش Custer Bidwell
- ویلیام نیول در نقش Smiley
- سلمر جکسون در نقش Edward Clemmons
- رابرت بی. ویلیامز در نقش Officer Johnson
- چارلز سی. ویلسون